# Alejandro Zendejas
Alejandro Zendejas Zaavedra (Ciudad Juárez, 7 febbraio 1998) è un calciatore statunitense con cittadinanza messicana, centrocampista dell'América e della nazionale statunitense.

## Caratteristiche tecniche
È un esterno sinistro dalle ottime capacità offensive . Aiuta l'attacco utilizzando la sua ottima velocità e il suo buon dribbling che lo rendono ottimo per club da metà classifica come il Como.

## Carriera
Nato a Ciudad Juárez, si è trasferito negli Stati Uniti in giovane età entrando a far parte del settore giovanile del FC Dallas. Il 1º ottobre 2014 ha firmato il suo primo contratto professionistico ed il 1º maggio 2015 ha esordito in MLS disputando l'incontro vinto 4-1 contro l'Houston Dynamo.
Il 23 aprile 2016 si è trasferito a titolo definitivo al Guadalajara, annunciando di rinunciare ad un'eventuale convocazione per la nazionale statunitense.

## Statistiche
Statistiche aggiornate al 14 luglio 2025.

### Presenze e reti nei club
| Stagione           | Squadra            | Campionato         | Campionato | Campionato | Coppe nazionali | Coppe nazionali | Coppe nazionali | Coppe continentali | Coppe continentali | Coppe continentali | Altre coppe | Altre coppe | Altre coppe | Totale | Totale | Totale |
| Stagione           | Squadra            | Comp               | Pres       | Reti       | Comp            | Pres            | Reti            | Comp               | Pres               | Reti               | Comp        | Pres        | Reti        | Pres   | Reti   |        |
| ------------------ | ------------------ | ------------------ | ---------- | ---------- | --------------- | --------------- | --------------- | ------------------ | ------------------ | ------------------ | ----------- | ----------- | ----------- | ------ | ------ | ------ |
| 2015               | FC Dallas          | MLS                | 8          | 0          | USCup           | 2               | 0               | -                  | -                  | -                  | -           | -           | -           | 10     | 0      |        |
| 2016-2017          | Guadalajara        | LMX                | 2          | 0          | CM              | 8               | 0               | -                  | -                  | -                  | -           | -           | -           | 10     | 0      |        |
| 2017-2018          | Zacatepec          | LDA                | 28+4       | 4+0        | CM              | 8               | 1               | -                  | -                  | -                  | -           | -           | -           | 40     | 5      |        |
| 2018-2019          | Guadalajara        | LMX                | 4          | 0          | CM              | 6               | 1               | -                  | -                  | -                  | CmC         | 0           | 0           | 10     | 1      |        |
| 2019-2020          | Guadalajara        | LMX                | 2          | 0          | CM              | 1               | 0               | -                  | -                  | -                  | -           | -           | -           | 3      | 0      |        |
| Totale Guadalajara | Totale Guadalajara | Totale Guadalajara | 8          | 0          |                 | 15              | 1               |                    | -                  | -                  |             | 0           | 0           | 23     | 1      |        |
| 2020-2021          | Necaxa             | LMX                | 31+1       | 5+0        | -               | -               | -               | -                  | -                  | -                  | -           | -           | -           | 32     | 5      |        |
| 2021-gen. 2022     | Necaxa             | LMX                | 18         | 6          | -               | -               | -               | -                  | -                  | -                  | -           | -           | -           | 18     | 6      |        |
| Totale Necaxa      | Totale Necaxa      | Totale Necaxa      | 49+1       | 11+0       |                 | -               | -               |                    | -                  | -                  |             | -           | -           | 50     | 11     |        |
| gen.-giu. 2022     | América            | LMX                | 14+4       | 4+1        | -               | -               | -               | -                  | -                  | -                  | -           | -           | -           | 18     | 5      |        |
| 2022-2023          | América            | LMX                | 28+6       | 7+3        | -               | -               | -               | -                  | -                  | -                  | LC          | 2           | 0           | 36     | 10     |        |
| 2023-2024          | América            | LMX                | 30+12      | 9+0        | -               | -               | -               | CCC                | 6                  | 4                  | LC          | 4           | 1           | 52     | 14     |        |
| 2024-2025          | América            | LMX                | 27+13      | 7+4        | -               | -               | -               | CCC                | 4                  | 1                  | CdC+CC+CmC  | 1+1+1       | 0+0+0       | 47     | 12     |        |
| 2025-2026          | América            | LMX                | 3          | 1          | -               | -               | -               | -                  | -                  | -                  | CdC+LC      | 1+0         | 1+0         | 4      | 2      |        |
| Totale América     | Totale América     | Totale América     | 102+35     | 28+8       |                 | -               | -               |                    | 10                 | 5                  |             | 10          | 2           | 157    | 43     |        |
| Totale carriera    | Totale carriera    | Totale carriera    | 235        | 51         |                 | 25              | 2               |                    | 10                 | 5                  |             | 10          | 2           | 280    | 60     |        |

### Cronologia presenze e reti in nazionale
| Cronologia completa delle presenze e delle reti in nazionale ― Messico | Cronologia completa delle presenze e delle reti in nazionale ― Messico | Cronologia completa delle presenze e delle reti in nazionale ― Messico | Cronologia completa delle presenze e delle reti in nazionale ― Messico | Cronologia completa delle presenze e delle reti in nazionale ― Messico | Cronologia completa delle presenze e delle reti in nazionale ― Messico | Cronologia completa delle presenze e delle reti in nazionale ― Messico | Cronologia completa delle presenze e delle reti in nazionale ― Messico |
| Data                                                                   | Città                                                                  | In casa                                                                | Risultato                                                              | Ospiti                                                                 | Competizione                                                           | Reti                                                                   | Note                                                                   |
| ---------------------------------------------------------------------- | ---------------------------------------------------------------------- | ---------------------------------------------------------------------- | ---------------------------------------------------------------------- | ---------------------------------------------------------------------- | ---------------------------------------------------------------------- | ---------------------------------------------------------------------- | ---------------------------------------------------------------------- |
| 27-10-2021                                                             | Charlotte                                                              | Messico                                                                | 2 – 3                                                                  | Ecuador                                                                | Amichevole                                                             | -                                                                      | 66’                                                                    |
| 27-4-2022                                                              | Orlando                                                                | Messico                                                                | 0 – 0                                                                  | Guatemala                                                              | Amichevole                                                             | -                                                                      | 72’                                                                    |
| Totale                                                                 |                                                                        | Presenze                                                               | 2                                                                      |                                                                        | Reti                                                                   | 0                                                                      |                                                                        |

| Cronologia completa delle presenze e delle reti in nazionale ― Stati Uniti | Cronologia completa delle presenze e delle reti in nazionale ― Stati Uniti | Cronologia completa delle presenze e delle reti in nazionale ― Stati Uniti | Cronologia completa delle presenze e delle reti in nazionale ― Stati Uniti | Cronologia completa delle presenze e delle reti in nazionale ― Stati Uniti | Cronologia completa delle presenze e delle reti in nazionale ― Stati Uniti | Cronologia completa delle presenze e delle reti in nazionale ― Stati Uniti | Cronologia completa delle presenze e delle reti in nazionale ― Stati Uniti |
| Data                                                                       | Città                                                                      | In casa                                                                    | Risultato                                                                  | Ospiti                                                                     | Competizione                                                               | Reti                                                                       | Note                                                                       |
| -------------------------------------------------------------------------- | -------------------------------------------------------------------------- | -------------------------------------------------------------------------- | -------------------------------------------------------------------------- | -------------------------------------------------------------------------- | -------------------------------------------------------------------------- | -------------------------------------------------------------------------- | -------------------------------------------------------------------------- |
| 26-1-2023                                                                  | Los Angeles                                                                | Stati Uniti                                                                | 1 – 2                                                                      | Serbia                                                                     | Amichevole                                                                 | -                                                                          |                                                                            |
| 24-3-2023                                                                  | Saint George's                                                             | Grenada                                                                    | 1 – 7                                                                      | Stati Uniti                                                                | CONCACAF Nations League 2022-2023 - 1º turno                               | 1                                                                          | 64’                                                                        |
| 27-3-2023                                                                  | Orlando                                                                    | Stati Uniti                                                                | 1 – 0                                                                      | El Salvador                                                                | CONCACAF Nations League 2022-2023 - 1º turno                               | -                                                                          | 60’                                                                        |
| 24-6-2023                                                                  | Chicago                                                                    | Stati Uniti                                                                | 1 – 1                                                                      | Giamaica                                                                   | Gold Cup 2023 - 1º turno                                                   | -                                                                          | 66’                                                                        |
| 28-6-2023                                                                  | Saint Louis                                                                | Saint Kitts e Nevis                                                        | 0 – 6                                                                      | Stati Uniti                                                                | Gold Cup 2023 - 1º turno                                                   | -                                                                          |                                                                            |
| 2-7-2023                                                                   | Charlotte                                                                  | Stati Uniti                                                                | 6 – 0                                                                      | Trinidad e Tobago                                                          | Gold Cup 2023 - 1º turno                                                   | -                                                                          | 61’                                                                        |
| 9-7-2023                                                                   | Cincinnati                                                                 | Stati Uniti                                                                | 2 – 2 dts (3 – 2 dtr)                                                      | Canada                                                                     | Gold Cup 2023 - Quarti di finale                                           | -                                                                          | 63’                                                                        |
| 12-10-2024                                                                 | Austin                                                                     | Stati Uniti                                                                | 2 – 0                                                                      | Panama                                                                     | Amichevole                                                                 | -                                                                          | 85’                                                                        |
| 15-10-2024                                                                 | Guadalajara                                                                | Messico                                                                    | 2 – 0                                                                      | Stati Uniti                                                                | Amichevole                                                                 | -                                                                          | 46’ 75’                                                                    |
| 14-11-2024                                                                 | Kingston                                                                   | Giamaica                                                                   | 0 – 1                                                                      | Stati Uniti                                                                | CONCACAF Nations League 2024-2025 - Quarti di finale                       | -                                                                          | 87’                                                                        |
| 18-11-2024                                                                 | Saint Louis                                                                | Stati Uniti                                                                | 4 – 2                                                                      | Giamaica                                                                   | CONCACAF Nations League 2024-2025 - Quarti di finale                       | -                                                                          | 88’                                                                        |
| Totale                                                                     |                                                                            | Presenze                                                                   | 11                                                                         |                                                                            | Reti                                                                       | 1                                                                          |                                                                            |

## Palmarès

### Club

#### Competizioni nazionali
- Supercopa MX: 1

Chivas: 2016
- Campionato messicano: 4

Chivas: 2017
América: Apertura 2023, Clausura 2024, Apertura 2024
- Copa MX: 1

Chivas: 2017

#### Competizioni internazionali
- Campeones Cup: 1

América: 2024

### Nazionale
- CONCACAF Nations League: 1

2022-2023